# I. Erik norvég király
I. Erik Haraldsson vagy Véresbárdú Erik (Eirik Blodøks Haraldsson) (895 k. – 954), Norvégia második királya volt 931 és 934 között.
Széphajú Harald király legidősebb fiaként született. Apja szakított az öröklésre vonatkozó germán szokásjogi normákkal, és sok feleségétől és ágyasától származó 20 fia közül csak Eriket nevezte meg örökösének, aki egy jüt király lányával kötött házasságából született. Harald fiai közül így ő volt az egyetlen, aki nem kötődött egyetlen norvég előkelő nemzetséghez sem, és mindkét szülője királyi származású volt. Korán kialakult róla az a kép, hogy származása révén előkelő és sikeres harcos lesz belőle. A kor szokásainak megfelelően egy ideig nevelőszülőkhöz adták, mégpedig egy Tore Roladsson nevű hadvezérhez. Apja már 12 éves korában öt hajót bízott a vezetésére.
920-ban Erik viking expedíciót vezetett Bjarmalandba, a mai Oroszország északi részébe. 930-ban a Dvina folyón lefelé hajózva kezdett hódításba Oroszországban. Ennek a vállalkozásnak a során kifosztotta Permina kikötővárost. Későbbi feleségével, Gunnhilddal Dániában, Öreg Gorm király egy lakomáján ismerkedett meg és már másnap este feleségül vette. A királylánnyal kötött házassága szintén magasan testvérei fölé emelte. A házassága utáni tavasszal Erik leverte lázadó testvérének seregét és visszaszerezte a területei feletti uralmat. Norvégiát édesapja lemondása után, 931-ben örökölte. Megpróbálta elérni, hogy ő legyen Norvégia egyedüli királya, viszálya testvéreivel négyük halálához vezetett, köztük Bjørn Farmannt és később a tønsbergi csatában elesett Olaf és Sigrød. Egy latin szöveg úgy említi: fratris interfector, azaz „testvérgyilkos”, és lehet, hogy erre utal mellékneve is. Zsarnoki módszerei azonban tovább növelték a már Harald kemény uralma alatt megkezdődött ellenállást. Harald legkisebb fiát, az Angliában nevelkedett Haakont lázadó nemesek Norvégiába hívták, és neki sikerült elűznie Eriket. Miután sikertelen kísérleteket tett, hogy visszakerüljön a trónra, Erik az Orkney-szigetekre, majd York királyságba ment. Az uralkodó, Athelstan kezdetben szívesen fogadta, sőt Northumbria uralkodójává tette (ma Northumberland, Anglia) 948-ban – amely egykor viking erősség volt, akkoriban azonban már angol uralom alatt állt – azzal a feltétellel, hogy védelmet nyújt a skótok és az írek betörései ellen. Hamar népszerűtlen lett azonban Northumbriában. Elűzték, 952-ben visszatért, de 954-ben ismét elűzték, majd Stainmorenál, Westmorlandben fiával, Haerickel együtt 954-ben megölték.

## Gyermekei
Eriknek Dániai Gunhildtól, III. Gorm dán király leányától kilenc gyermeke született:
- Ragnvald[5] (? − 940 k.)
- Gorm[5] (? − 960 előtt)
- Guttorm[5] (? − 960 előtt)
- Harald[5] (922 − 976)
- Ragnfred[5] (? − 970 után)
- Erling[5] (? − 970 előtt)
- Gudroes[5] (? − 999)
- Sigurd[5] (? − 970 előtt)
- Ragnhild[5] ∞ 1) Arnfin Torfinsson, Orkney jarlja 2) Havard Torfinsson, Orkney jarlja 3) Ljot Torfinsson, norvég jarl